# Apomecynoides tchadensis
Apomecynoides tchadensis är en skalbaggsart som beskrevs av Stefan von Breuning 1977. Apomecynoides tchadensis ingår i släktet Apomecynoides och familjen långhorningar. Inga underarter finns listade i Catalogue of Life.